# 小池正胤
小池 正胤（こいけ まさたね、1930年9月21日 - 2014年1月26日）は、日本の日本文学研究者。専門は日本近世文学、特に近世後期の草双紙・黄表紙。
小池藤五郎の子として、東京都新宿区に生まれる。1953年東京学芸大学国語科卒業、1963年同大学大学院博士課程単位取得退学。豊田工業高等専門学校、東京学芸大学文学部助手、金沢大学助教授を経て、1972年東京学芸大学助教授、同教授。1994年定年退官、名誉教授、富士フェニックス短期大学教授。
東京学芸大学出身の大学教員としては草分けの存在だった。また「叢の会」を創設して草双紙研究に大きな足跡を残した。

## 著書
- 『反骨者大田南畝と山東京伝』教育出版 江戸東京ライブラリー 1998

### 編纂・校訂
- 『江戸の戯作絵本』全4巻、続全2巻 宇田敏彦、棚橋正博、中山右尚共編 社会思想社 現代教養文庫 1980-85
- 『江戸の絵本 初期草双紙集成』全4巻 叢の会共編 国書刊行会 1987-89
- 『黒本・青本の研究と用語索引』叢の会共編 国書刊行会 1992
- 『新日本古典文学大系 83 草双紙集』木村八重子,宇田敏彦共校注 岩波書店 1997
- 『「むだ」と「うがち」の江戸絵本 黄表紙名作選』有働裕,佐藤智子,杉本紀子,瀬川結美, 檜山裕子,細谷敦仁共校注 笠間書院 2011

## 論文
- ＜小池正胤